# فریدریش تئودور فیشر

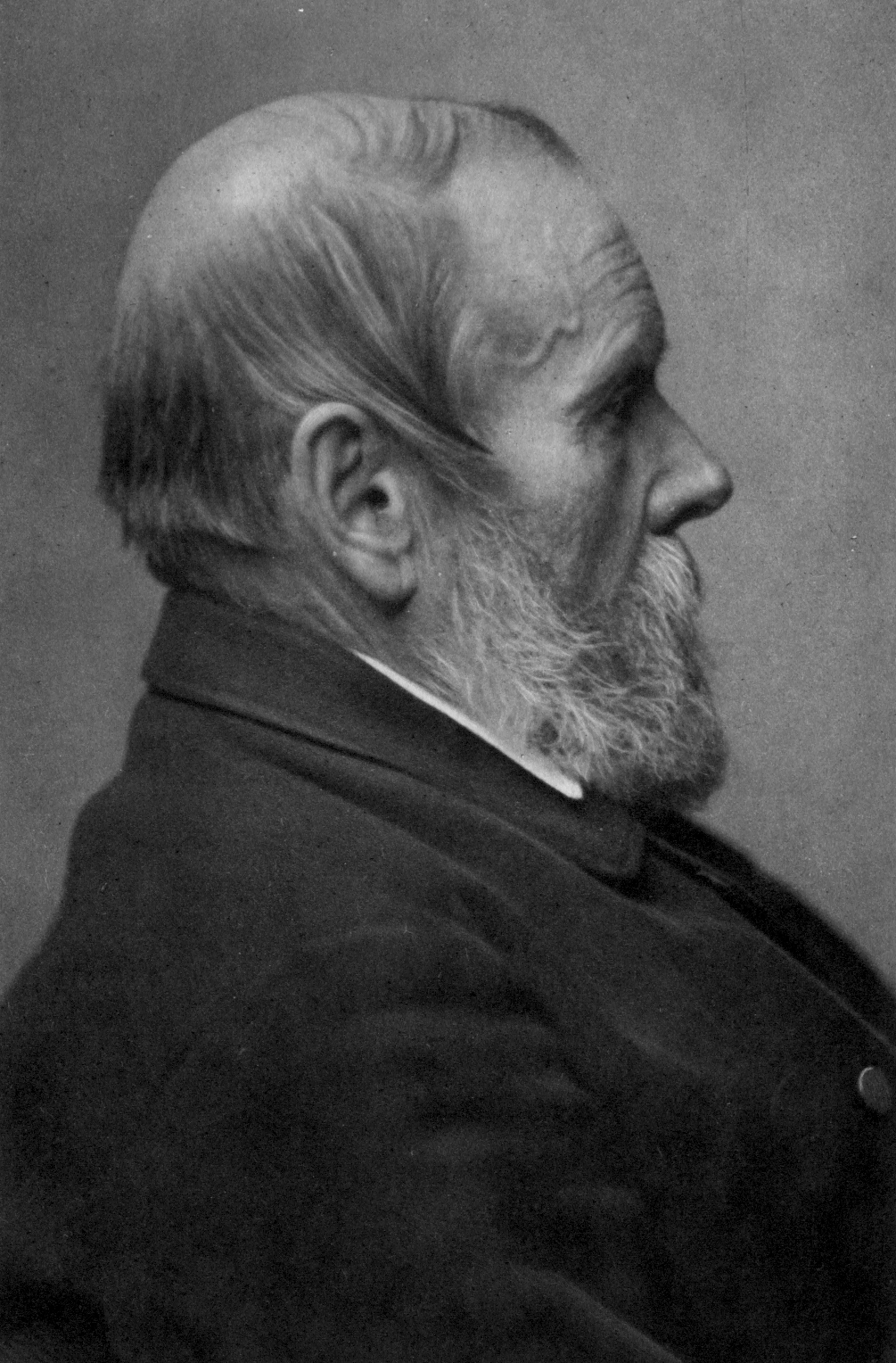

فردریش تئودور فیشر (آلمانی: Friedrich Theodor Vischer) نویسنده، شاعر و اندیشمند آلمانی در زمینه زیبا‌شناسی و فلسفهٔ هنر است. مشهورترین اثر او رمان یکی دیگر (به آلمانی: Auch einer) است که در آن به گسترش مفهوم کینه و بدخواهی اجسام پرداخته است.